# Przestrzeń topologiczna
Przestrzeń topologiczna – zbiór {\displaystyle X} wraz z wyróżnioną rodziną {\displaystyle \tau } podzbiorów tego zbioru spełniających odpowiednie własności zwane aksjomatami topologii. Rodzina {\displaystyle \tau } nazywana jest topologią na zbiorze {\displaystyle X,} a jej elementy nazywane są zbiorami otwartymi w {\displaystyle X}. Dopełnienia zbiorów otwartych nazywane są zbiorami domkniętymi. W niepustym zbiorze można wyróżnić wiele różnych topologii.
Przestrzeń topologiczna jest metryzowalna, gdy istnieje taka metryka {\displaystyle d} na {\displaystyle X,} że każdy niepusty zbiór otwarty w {\displaystyle X} można przedstawić jako sumę pewnej rodziny kul otwartych względem metryki {\displaystyle d.} Nie wszystkie przestrzenie topologiczne są jednak metryzowalne – stąd pojęcie przestrzeni topologicznej jest ogólniejsze od pojęcia przestrzeni metrycznej. Intuicyjnie pojęcie topologii umożliwia określenie, czy dany punkt przestrzeni {\displaystyle X} „styka się” z danym podzbiorem lub jest od niego „odizolowany”, czy leży w jego „wnętrzu” lub na „obrzeżach”.
Przestrzenie topologiczne pojawiają się w wielu dziedzinach matematyki takich jak analiza matematyczna, teoria porządków (zob. topologia porządkowa) czy geometria algebraiczna (zob. topologia Zariskiego). Pojęcie topologii jest podstawowym pojęciem topologii ogólnej.

## Motywacja

Niezmienniki przestrzeni topologicznych to własności zachowujące się mimo przekształceń homeomorficznych, tj. bez rozrywania i sklejania: kubek i torus są homeomorficzne – można przekształcić jeden w drugi.

Wiele własności obiektów rozważanych w analizie matematycznej można scharakteryzować za pomocą zbiorów otwartych. Na przykład:
1) Ogólna definicja ciągłości funkcji wymaga odwołania się do zbiorów otwartych, np. funkcja {\displaystyle f\colon \mathbb {R} \to \mathbb {R} } jest ciągła wtedy i tylko wtedy, gdy przeciwobraz {\displaystyle f^{-1}(U)} dowolnego otwartego zbioru {\displaystyle U\subseteq \mathbb {R} } jest otwarty.
2) W przestrzeni metrycznej X kulę otwartą o środku w punkcie x i promieniu r definiuje się jako zbiór punktów odległych od punktu x o mniej niż zadana odległość r. Zbiory otwarte definiuje się wtedy jako sumy mnogościowe (możliwie nieprzeliczalne wielu) takich kul. Np. kulami otwartymi na prostej są przedziały otwarte, np. (2, 7), zaś zbiorami otwartymi – ich sumy. Podzbiory otwarte prostej rzeczywistej mają szereg ważnych własności, m.in.
- cała prosta jest zbiorem otwartym,
- część wspólna skończonej rodziny zbiorów otwartych jest zbiorem otwartym,
- suma przeliczalnej rodziny zbiorów otwartych jest zbiorem otwartym,
- w szczególności otwarty jest też zbiór pusty, gdyż jest sumą pustej rodziny zbiorów otwartych.

Powyższe własności zbiorów otwartych prostej {\displaystyle \mathbb {R} } uogólniają się na dowolne przestrzenie metryczne.
Okazało się, że niekiedy użyteczniejsza jest sama struktura zbiorów otwartych, a nie metryka, którą zakładano w definicji zbiorów otwartych. Przestrzeń topologiczna stanowi właśnie uogólnienie przestrzeni metrycznej w tym duchu.
Niezmienniki topologiczne to własności przestrzeni topologicznych zachowywane przy przekształceniach zwanych homeomorfizmami; mówiąc nieformalnie, odwzorowania takie rozciągają, skręcają, ale nie rozrywają ani nie sklejają podzbiorów przestrzeni. Przestrzenie, między którymi istnieje homeomorfizm, nazywane są topologicznie równoważne lub homeomorficzne. Aby wykazać, że dwie przestrzenie są różne z punktu widzenia topologii, wystarczy wskazać niezmiennik jednej z nich, którego druga nie ma. Do niezmienników topologicznych należą m.in. zwartość, ośrodkowość i spójność (lecz nie zupełność, która jest niezmiennikiem metrycznym), czy różne aksjomaty oddzielania. Są one obiektem badań topologii ogólnej.
Innym ważnym przekształceniem przestrzeni topologicznych jest słabsza od homeomorfizmu homotopia wskazująca homotopijną równoważność dwóch przestrzeni, przykładami niezmienników jest np. drogowa spójność, jednospójność, izomorficzność (singularnych) grup homologii i grup kohomologii, czy izomorficzność grup podstawowych i wyższych grup homotopii jednospójnych przestrzeni topologicznych. Ich badaniem zajmuje się przede wszystkim topologia algebraiczna.

## Aksjomaty topologii

Cztery przykłady i dwa kontrprzykłady topologii utworzonych na zbiorze o trzech elementach {1,2,3}. U dołu pokazano zbiory podzbiorów, które nie są topologiami: z lewej brakuje sumy podzbiorów {2} i {3} [tj. {2,3}], z prawej zaś brakuje części wspólnej podzbiorów {1,2} i {2,3} [tj. {2}].

Niech dany będzie zbiór {\displaystyle X} i niech {\displaystyle \tau } będzie rodziną podzbiorów zawartych w {\displaystyle X} spełniającą następujące warunki:
- (1) zbiór {\displaystyle X} oraz zbiór pusty należą do {\displaystyle \tau }

{\displaystyle X\in \tau ,\quad \varnothing \in \tau ,}
- (2) część wspólna dowolnych dwóch zbiorów należących do {\displaystyle \tau } także należy do {\displaystyle \tau {:}}

{\displaystyle U,V\in \tau \Rightarrow U\cap V\in \tau ,}
- (3) suma dowolnej, nawet nieprzeliczalnej liczby zbiorów należących do {\displaystyle \tau } także należy do {\displaystyle \tau }

{\displaystyle \sigma \subseteq \tau \Rightarrow \bigcup \sigma \in \tau .}
Rodzinę {\displaystyle \tau } nazywa się topologią na zbiorze X lub rodziną zbiorów otwartych.
Elementy rodziny {\displaystyle \tau } nazywa się zbiorami otwartymi, ich dopełnienia do zbioru {\displaystyle X} – zbiorami domkniętymi.
Zbiory, które są jednocześnie otwarte i domknięte, nazywa się zbiorami otwarto-domkniętymi. Takimi zbiorami są zbiór {\displaystyle X} oraz zbiór pusty.
Parę uporządkowaną ({\displaystyle X,} {\displaystyle \tau }) składającą się ze zbioru {\displaystyle X} oraz topologii {\displaystyle \tau } na nim określonej nazywa się przestrzenią topologiczną.
Uwagi:
A) Warunek (2) definiujący rodzinę {\displaystyle \tau } implikuje, że do {\displaystyle \tau } należą dowolne skończone iloczyny zbiorów należących do topologii. Nie można rozszerzyć tego warunku na nieskończone iloczyny, gdyż iloczyny takie mogą dać zbiory np. jednostronnie lub dwustronnie domknięte:{\displaystyle [0,1]=\bigcap _{n=1}^{\infty }(-1/n,1/n+1),\quad (0,1]=\bigcap _{n=1}^{\infty }(0,1/n+1),\quad [0,1)=\bigcap _{n=1}^{\infty }(-1/n,1).}
B) Z drugiej strony ograniczenie warunku (3) na skończone operacje uniemożliwiłoby np. poprawne zdefiniowanie wnętrza zbioru.
C) To razem pokazuje, że skuteczność aksjomatyki rodziny zbiorów otwartych wynika z pewnej „asymetrii” aksjomatów.

## Pojęcia
Niech dana będzie przestrzeń topologiczna {\displaystyle (X,\tau ).}
Wnętrzem {\displaystyle \operatorname {int} A} zbioru {\displaystyle A} nazywa się największy (w sensie zawierania) zbiór otwarty zawarty w {\displaystyle A;} z kolei domknięcie {\displaystyle \operatorname {cl} A} zbioru {\displaystyle A} to najmniejszy (w sensie zawierania) zbiór domknięty zawierający zbiór {\displaystyle A,} tzn.
{\displaystyle \operatorname {int} A:=\bigcup \{U\in \tau \colon U\subseteq A\}}
oraz
{\displaystyle \operatorname {cl} A:=\bigcap \{F\subseteq X\colon F\supseteq A{\text{ oraz }}X\setminus F\in \tau \}.}
Brzegiem {\displaystyle \operatorname {bd} A} (oznaczanym też {\displaystyle \operatorname {fr} A}) zbioru {\displaystyle A} nazywa się różnicę domknięcia i wnętrza tego zbioru (dopełnienie wnętrza względem domknięcia zbioru), tj.
{\displaystyle \operatorname {bd} A:=\operatorname {cl} A\setminus \operatorname {int} A}
Operacje wnętrza, domknięcia i brzegu są idempotentne. Ponadto operacje wnętrza i domknięcia są do siebie dualne w następującym sensie:
- dopełnienie domknięcia jest wnętrzem dopełnienia,
{\displaystyle (\operatorname {cl} A)^{\operatorname {c} }=\operatorname {int} (A^{\operatorname {c} });}
- dopełnienie wnętrza jest domknięciem dopełnienia,
{\displaystyle (\operatorname {int} A)^{\operatorname {c} }=\operatorname {cl} (A^{\operatorname {c} });}
- zbiór {\displaystyle A} jest otwarty wtedy i tylko wtedy, gdy {\displaystyle \operatorname {int} A=A;}
- zbiór {\displaystyle A} jest domknięty wtedy i tylko wtedy, gdy {\displaystyle \operatorname {cl} A=A;}

gdzie {\displaystyle A^{\operatorname {c} }=X\setminus A} oznacza dopełnienie zbioru {\displaystyle A} (względem {\displaystyle X}).

## Przykłady
W dowolnym zbiorze {\displaystyle X} można wprowadzić wiele różnych topologii, np.:
- topologia antydyskretna, w której jedynymi zbiorami otwartymi są zbiór pusty i cała przestrzeń {\displaystyle X.}
- topologia dyskretna, w której wszystkie podzbiory zbioru {\displaystyle X} są otwarte, czyli topologią jest zbiór potęgowy zbioru {\displaystyle X.}
- niech {\displaystyle X} jest zbiorem nieskończonym, niech {\displaystyle |A|} oznacza moc zbioru {\displaystyle A,} niech {\displaystyle \aleph _{0}} (czyt. alef zero) oznacza najmniejszą z mocy zbiorów nieskończonych (równą mocy zbioru liczb naturalnych); podane niżej rodziny podzbiorów zbioru {\displaystyle X} są topologiami:
  - topologia dopełnień skończonych, w której zbiorami otwartymi są te zbiory, których dopełnienie jest skończone,
{\displaystyle \tau _{1}=\{U\subseteq X\colon |U^{\operatorname {c} }|<\aleph _{0}\};}
  - topologia dopełnień przeliczalnych, w której zbiorami otwartymi są te zbiory, których dopełnienie jest przeliczalne,
{\displaystyle \tau _{2}=\{U\subseteq X\colon |U^{\operatorname {c} }|\leqslant \aleph _{0}\};}
  - topologia zbiorów skończonych, do których nie należy wyróżniony punkt {\displaystyle p\in X}
{\displaystyle \tau _{3}=\{U\subseteq X\colon |U^{\operatorname {c} }|<\aleph _{0},\;p\notin U\}\cup \{X\}.}

Topologie często używane jako kontrprzykłady na stawiane przez matematyków hipotezy, np. miotełka Knastera-Kuratowskiego, płaszczyzna Niemyckiego, prosta Sorgenfreya, przestrzeń Apperta, rogata sfera Alexandera. Opis nietypowych topologii można znaleźć w monografii Steena i Seebacha.

## Sposoby wprowadzania topologii
Oprócz podanej w sekcji Aksjomaty przestrzeni topologicznej metody definiowania topologii istnieją inne, równoważne metody jej wprowadzania. Oto kilka z nich.

### Rodzina zbiorów domkniętych
Niech rodzina {\displaystyle {\mathcal {F}}} podzbiorów {\displaystyle X} spełnia warunki:
1. {\displaystyle \varnothing ,X\in {\mathcal {F}},}
2. suma skończenie wielu zbiorów z {\displaystyle {\mathcal {F}}} należy do {\displaystyle {\mathcal {F}},}
3. część wspólna dowolnej mnogości zbiorów z {\displaystyle {\mathcal {F}}} należy do {\displaystyle {\mathcal {F}}.}

Istnieje wówczas jedyna topologia {\displaystyle \tau } zbiorów otwartych na {\displaystyle X} taka, że jej zbiory są dopełnieniami zbiorów rodziny {\displaystyle {\mathcal {F}}.} W związku z tym {\displaystyle {\mathcal {F}}} nazywana jest rodziną zbiorów domkniętych.
Uwaga
Elementy należące do {\displaystyle {\mathcal {F}}} nazwane są tutaj zbiorami domkniętymi i są one dopełnieniami zbiorów zdefiniowanych aksjomatyką zbiorów otwartych. Aksjomatyka zbiorów domkniętych jest w gruncie rzeczy zastosowaniem praw De Morgana do aksjomatyki zbiorów otwartych, dlatego dopełnienie nieskończonej sumy zbiorów otwartych „zamienia się” w nieskończony iloczyn ich dopełnień, a dopełnienie skończonego iloczynu zbiorów otwartych „zamienia się” w skończone dodawanie ich dopełnień.

### Operacja wnętrza
Niech będzie ustalona funkcja {\displaystyle \Phi \colon {\mathcal {P}}(X)\to {\mathcal {P}}(X)} spełniająca dla dowolnych {\displaystyle A,B\subseteq X}
następujące warunki:
1. {\displaystyle \Phi (X)=X,}
2. {\displaystyle \Phi (A)\subseteq A,}
3. {\displaystyle \Phi (A\cap B)=\Phi (A)\cap \Phi (B),}
4. {\displaystyle \Phi {\big (}\Phi (A){\big )}=\Phi (A),}

Twierdzenie Kuratowskiego
- rodzina {\displaystyle \tau =\{U\subseteq X\colon \Phi (U)=U\}} jest topologią na {\displaystyle X,}
- {\displaystyle \operatorname {Int} (A)=\Phi (A)} dla dowolnego {\displaystyle A\subseteq X.}

Funkcję {\displaystyle \Phi } nazywa się operacją wnętrza dla topologii {\displaystyle \tau } (lub operacją Kuratowskiego).

### Operacja domknięcia
Niech będzie ustalona funkcja {\displaystyle \Psi \colon {\mathcal {P}}(X)\to {\mathcal {P}}(X)} spełniająca dla dowolnych {\displaystyle A,B\subseteq X} następujące warunki:
1. {\displaystyle \Psi (\varnothing )=\varnothing ,}
2. {\displaystyle A\subseteq \Psi (A),}
3. {\displaystyle \Psi (A\cup B)=\Psi (A)\cup \Psi (B),}
4. {\displaystyle \Psi {\big (}\Psi (A){\big )}=\Psi (A),}

Twierdzenie Kuratowskiego
- rodzina {\displaystyle \tau =\{X\setminus U\subseteq X\colon \Psi (U)=U\}} jest topologią na {\displaystyle X,}
- {\displaystyle \operatorname {cl} (A)=\Psi (A)} dla dowolnego {\displaystyle A\subseteq X.}

Funkcję {\displaystyle \Psi } nazywa się operacją domknięcia dla topologii {\displaystyle \tau .}

### Bazy topologii
Niech rodzina {\displaystyle {\mathcal {B}}} podzbiorów zbioru {\displaystyle X} spełnia warunki:
1. jeśli {\displaystyle U,V\in {\mathcal {B}}} oraz {\displaystyle x\in U\cap V,} to można znaleźć {\displaystyle W\in {\mathcal {B}}} taki że {\displaystyle x\in W\subseteq U\cap V,}
2. dla każdego {\displaystyle x\in X} można znaleźć {\displaystyle U\in {\mathcal {B}}} takie że {\displaystyle x\in U,}

Istnieje wówczas (jedyna) topologia {\displaystyle \tau } na {\displaystyle X} taka, że rodzina {\displaystyle {\mathcal {B}}} jest bazą tej topologii.
Przykładowo, jeśli {\displaystyle X} jest zbiorem wszystkich ideałów pierwszych {\displaystyle I} pierścienia {\displaystyle \mathbb {Z} ,} to w {\displaystyle X} można określić topologię, której bazą jest zbiór
{\displaystyle \{V_{k}\colon k\in \mathbb {N} \},} gdzie {\displaystyle V_{k}=\{I\in X\colon \;k\notin I\}.}
Innym przykładem może być przestrzeń topologiczna {\displaystyle X=\mathbb {N} \setminus \{1\}} z bazą
{\displaystyle \{V_{k}\colon k\in \mathbb {N} \setminus \{1\}\},} gdzie {\displaystyle V_{k}=\{n\in X\colon \;n|k\}.}

### Baza otoczeń
Niech {\displaystyle \{{\mathcal {B}}(x)\colon x\in X\}} jest rodziną podzbiorów zbioru {\displaystyle X} taką, że:
1. dla każdego {\displaystyle x\in X,} {\displaystyle {\mathcal {B}}(x)\neq \varnothing } i dla każdego {\displaystyle U\in {\mathcal {B}}(x)} mamy {\displaystyle x\in U,}
2. jeśli {\displaystyle x\in U\in {\mathcal {B}}(y),} {\displaystyle x,y\in X,} to istnieje {\displaystyle V\in {\mathcal {B}}(x)} takie, że {\displaystyle V\subseteq U,}
3. dla każdych {\displaystyle U_{1},U_{2}\in {\mathcal {B}}(x),} {\displaystyle x\in X,} można znaleźć {\displaystyle U\in {\mathcal {B}}(x)} takie, że {\displaystyle U\subseteq U_{1}\cap U_{2}.}

Niech {\displaystyle \tau } będzie rodziną wszystkich podzbiorów {\displaystyle X,} które mogą być przedstawione jako sumy podrodzin rodziny {\displaystyle \bigcup \{{\mathcal {B}}(x)\colon x\in X\}.} Wówczas {\displaystyle \tau } jest topologią na {\displaystyle X} i {\displaystyle \{{\mathcal {B}}(x)\colon x\in X\}} jest systemem (bazą) otoczeń otwartych dla tej topologii.

## Porównywanie topologii
W danym zbiorze można określić wiele topologii; jeżeli każdy zbiór otwarty w sensie topologii (tzn. element rodziny) {\displaystyle \tau _{1}} należy również do {\displaystyle \tau _{2},} to mówi się, że {\displaystyle \tau _{2}} jest mocniejsza od {\displaystyle \tau _{1},} a topologia {\displaystyle \tau _{1}} jest słabsza od {\displaystyle \tau _{2}.}
Rodzina {\displaystyle {\mathcal {T}}} wszystkich topologii na danym zbiorze {\displaystyle X} tworzy kratę zupełną z działaniami
- {\displaystyle \tau _{1}\wedge \tau _{2}=\tau _{1}\cap \tau _{2},}
- {\displaystyle \tau _{1}\vee \tau _{2}=\bigcap \{\tau \in {\mathcal {T}}\colon \tau _{1}\cup \tau _{2}\subseteq \tau \}}

dla {\displaystyle \tau _{1},\tau _{2}\in {\mathcal {T}}.}
Krata ta na ogół nie jest komplementarna.

## Konstrukcje topologiczne
Każdy podzbiór przestrzeni topologicznej można wyposażyć w topologię podprzestrzeni, w której zbiory otwarte są przekrojami zbiorów otwartych przestrzeni z danym podzbiorem.
Dla dowolnej rodziny indeksowanej przestrzeni topologicznych ich produkt może być wyposażony w topologię produktową, która jest generowana przez przeciwobrazy zbiorów otwartych czynników w przekształceniach rzutów. Przykładowo, w produktach skończonych, baza topologii produktowej składa się ze wszystkich produktów zbiorów otwartych. Dla produktów nieskończonych istnieje dodatkowy warunek, iż w zbiorze otwartym z bazy wszystkie poza skończenie wieloma z jego rzutów są całą przestrzenią.
Przestrzeń ilorazowa zdefiniowana jest następująco: jeśli {\displaystyle X} jest przestrzenią topologiczną, zaś {\displaystyle Y} jest dowolnym zbiorem, a {\displaystyle f\colon X\to Y} jest funkcją suriektywną, to topologią ilorazową na {\displaystyle Y} jest rodzina podzbiorów {\displaystyle Y,} które mają otwarte przeciwobrazy w {\displaystyle f.} Innymi słowy topologia ilorazowa jest najbogatszą topologią na {\displaystyle Y,} w której {\displaystyle f} jest ciągłe. Popularnym przykładem topologii ilorazowej jest zdefiniowanie relacji równoważności na przestrzeni topologicznej {\displaystyle X.} Wówczas przekształcenie {\displaystyle f} jest naturalnym rzutem na zbiór klas abstrakcji.
Topologia Vietorisa na zbiorze wszystkich niepustych podzbiorów przestrzeni topologicznej {\displaystyle X,} nosząca nazwisko Leopolda Vietorisa, jest generowana przez następującą bazę: dla każdej {\displaystyle n}-tki {\displaystyle U_{1},\dots ,U_{n}} zbiorów otwartych w {\displaystyle X} konstruuje się bazę składającą się ze wszystkich podzbiorów sumy {\displaystyle U_{i},} które mają niepuste przecięcie z każdym {\displaystyle U_{i}.}

## Struktury algebraiczne
Dla dowolnego obiektu algebraicznego można wprowadzić topologię dyskretną, w której działania algebraiczne są funkcjami ciągłymi. W każdej takiej strukturze, która nie jest skończona, istnieje często topologia naturalna, zgodna z działaniami algebraicznymi w tym sensie, że dalej są one ciągłe. Prowadzi to do takich pojęć jak grupy topologiczne, przestrzenie liniowo-topologiczne, pierścienie topologiczne, czy ciała lokalne.

## Podobne struktury
Następujące przestrzenie i algebry są przypadkami szczególnymi lub ogólnymi przedstawionych wyżej przestrzeni topologicznych:
- przestrzeń z bliskością dostarcza pojęcia bliskości dwóch zbiorów,
- przestrzeń metryczna daje precyzyjne pojęcie odległości między dwoma punktami,
- przestrzeń jednostajna aksjomatyzuje porządek odległości między różnymi punktami,
- przestrzeń Cauchy’ego jest aksjomatyzacją możliwości sprawdzenia, czy dany ciąg uogólniony jest Cauchy’ego; dają one możliwość badania uzupełnień,
- przestrzenie ze zbieżnością ujmują pewne cechy zbieżności filtrów,
- σ-algebra oparta na pojęciu zbioru mierzalnego.

## Literatura dodatkowa
- Ryszard Engelking: Topologia ogólna, Warszawa: PWN, 1976.
- Kazimierz Kuratowski: Wstęp do teorii mnogości i topologii. Wyd. 4, Warszawa: PWN, 1966.
- Handbook of set-theoretic topology. Red. Kenneth Kunen i Jerry E. Vaughan. Wyd. 1. Amsterdam: Elsevier Science Publishing Company, 1984.
- Jun-iti Nagata: Modern General Topology. Wyd. 2 (poprawione). Amsterdam: Elsevier Science Publishing Company, 1985.